# Municipi d'Albertslund
El municipi d'Albertslund  és un municipi danès situat al nord-est de l'illa de Sjælland, a la perifèria de Copenhaguen, abastant una superfície de 23 km². Amb la Reforma Municipal Danesa del 2007 va passar a formar part de la Regió de Hovedstaden, però no va ser afectat territorialment.

## Consell municipal
Resultats de les eleccions del 18 de novembre del 2009:
| Partit                       | vots | % vots |
| ---------------------------- | ---- | ------ |
| Socialdemokratiet            | 4937 | 39,9   |
| Det Radikale Venstre         | 386  | 3,1    |
| Det Konservative Folkeparti  | 1179 | 9,5    |
| Socialistisk Folkeparti      | 2900 | 23,4   |
| Kommunistisk Parti i Danmark | 45   | 0,4    |
| Dansk Folkeparti             | 1499 | 12,1   |
| Venstre                      | 583  | 4,7    |
| Enhedslisten - De Rød-Grønne | 856  | 6,9    |

### Alcaldes
| Alcalde            | Període               | Partit            |
| ------------------ | --------------------- | ----------------- |
| Finn Aaberg        | 1-1-2007 a 31-12-2009 | Socialdemokratiet |
| Steen Christiansen | 1-1-2010 a 31-12-2009 | Socialdemokratiet |